# ヘンリー・ウィザム

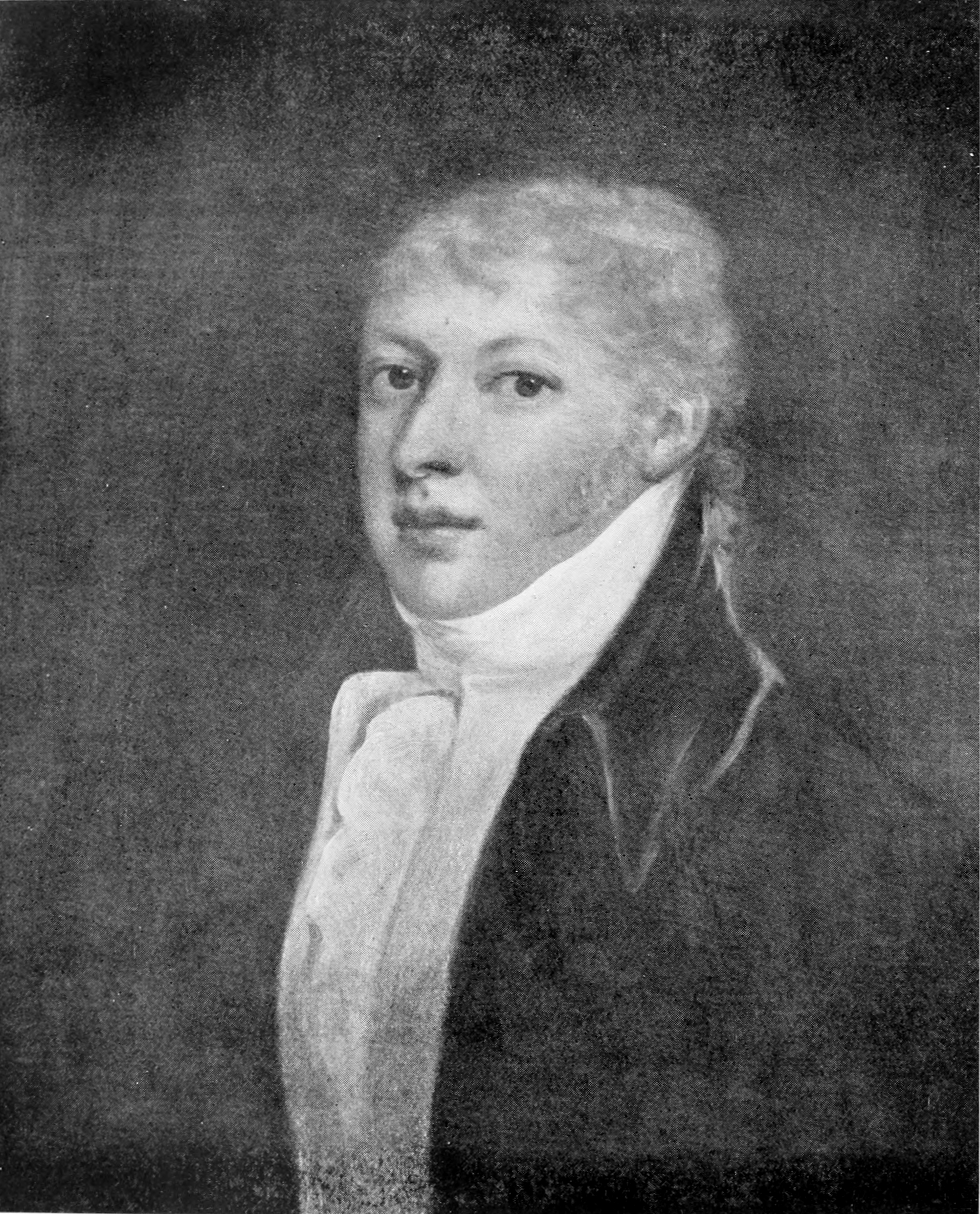
ヘンリー・ウィザム

ヘンリー・ウィザム（Henry Thomas Maire Silvertop Witham、1779年 – 1844年）はスコットランドの博物学者である。植物化石の内部構造を顕微鏡を使って観察した初期の研究者である。ロンドン地質学会やエディンバラ王立協会、ウェルネリアン自然史協会（Wernerian Natural History Society）のフェローに選ばれた。

## 略歴
ヘンリー・シルバートップとして生まれた。ダラムのヘッドラムのエスクワイア（郷士）、トーマス・ウィザムの娘で、リッチモンドシャーのエスクワイア、ウィリアム・ウィザムの姪で相続人のエリザと結婚して、ウィザム姓と紋章を継承した]。
植物学の教育は受けなかったが、スコットランドの鉱物学者のウィリアム・ニコル（William Nicol）が開発した岩石断面を薄片にして偏光で観察する方法で、植物化石や岩石を調べた。1831年のウィザムの論文、「化石植物の観察」（"Observations of Fossil Vegetables"）ニコルの著作で紹介された.。1833年に著書「イギリスの石炭やウーライト資源で発見された化石植物の構造」（"Internal Structure of Fossil Vegetables found in the Carboniferous and Oolitic deposits of Great Britain"）はウィリアム・マクギリヴレイが図版を描いて出版された。
労働者階級や貧しい病人を救済する技術者協会（Mechanics' Institutes）の熱心なメンバーであった.。